# Nazionale femminile di calcio della Thailandia
La nazionale di calcio femminile della Thailandia (in thai ฟุตบอลหญิงทีมชาติไทย) è la rappresentativa calcistica femminile internazionale della Thailandia, gestita dalla locale federazione calcistica (FAT).
In base alla classifica emessa dalla FIFA il 15 marzo 2024, la nazionale femminile occupa il 47º posto del FIFA/Coca-Cola Women's World Ranking.
Come membro dell'Asian Football Confederation (AFC), partecipa a vari tornei di calcio internazionali, come al Campionato mondiale FIFA, alla Coppa d'Asia, all'AFF Women's Championship, ai Giochi olimpici estivi e ai tornei a invito come l'Algarve Cup o la Cyprus Cup.

## Storia
La nazionale della Thailandia disputò la sua prima partita ufficiale il 25 agosto 1975 contro la nazionale australiana, valida come prima partita dell'edizione 1975 della Coppa d'Asia, disputatasi a Hong Kong. La partita si concluse 3-2 per le thailandesi, che, successivamente, raggiunsero la finale del torneo, venendo sconfitte per 3-1 dalla Nuova Zelanda. La Thailandia conquistò il secondo posto anche nelle due edizioni successive a cui prese parte (1977 e 1981). Vinse il torneo nell'edizione 1983, l'ultima a non essere riconosciuta ufficialmente dalla FIFA e dalla AFC: il torneo si svolse in Thailandia e la nazionale di casa sfruttò l'assenza di nazionali quali Giappone e Taipei cinese, vincendo il girone preliminare prima e poi la finale contro l'India per 3-0. Nel edizione 1986, prima edizione ufficiale organizzata dalla AFC, la Thailandia raggiunse la finale per il terzo posto, superando l'Indonesia e conquistando il gradino più basso del podio. Nelle edizioni successive fino al 2018 non riuscì più ad andare oltre la fase a gironi.
Nella Coppa d'Asia 2014 la Thailandia concluse al terzo posto il suo girone, accedendo allo spareggio per l'ammissione al campionato mondiale 2015, grazie all'aumento del numero di posti per l'AFC a cinque. Le thailandesi vinsero lo spareggio contro il Vietnam per 2-1, accendendo al campionato mondiale per la prima volta nella loro storia. Al campionato mondiale 2015 la Thailandia venne sorteggiata nel girone B assieme alle nazionali di Germania, Norvegia e Costa d'Avorio, esordendo il 7 giugno 2015 a Ottawa perdendo 4-0 dalle norvegesi. L'11 giugno sempre al Lansdowne Park di Ottawa arrivò la prima vittoria delle thailandesi, che ribaltarono il risultato contro le ivoriane, vincendo per 3-2 grazie alla doppietta di Orathai Srimanee e alla rete di Thanatta Chawong. La successiva sconfitta contro la Germania nella terza partita del girone sancì l'eliminazione della Thailandia dalla competizione.
La nazionale thailandese, guidata da Nuengruethai Sathongwien e dall'inglese Spencer Prior nel biennio 2016-2017, continuò il percorso di crescita anche dopo il mondiale canadese con una serie di ottimi risultati: qualificazione alla Coppa d'Asia 2018 e con la vittoria dell'AFF Women's Championship nelle edizioni 2015, 2016 e 2018. Il 12 aprile 2018, grazie alla vittoria per 3-1 sulle Filippine nella terza partita del girone A e la conseguente qualificazione alle semifinali della Coppa d'Asia 2018 (prima volta dall'edizione 1986), la Thailandia si qualificò alla fase finale del campionato mondiale 2019. Dopo aver perso la semifinale contro l'Australia dopo i tiri di rigore, la Thailandia perse la finalina contro la Cina e chiuse il campionato asiatico al quarto posto. Al campionato mondiale 2019 la Thailandia è stata sorteggiata nel girone F assieme alle nazionali di Stati Uniti, Cile e Svezia, esordendo l'11 giugno 2019 a Reims contro le statunitensi. La partita d'esordio al mondiale vide le thailandesi perdere per 13-0 dalle statunitensi, in quella che risultò essere la vittoria con il maggior scarto in un campionato mondiale di calcio sia in ambito femminile che maschile. Esattamente come due anni prima, la formazione thailandese chiuse il proprio campionato mondiale arrendendosi alla fase a gironi, uscendo sconfitta in tutti e tre gli incontri (5-1 contro la Svezia e 2-0 contro il Cile).

## Partecipazione ai tornei internazionali
Legenda: Grassetto: Risultato migliore, Corsivo: Mancate partecipazioni

## Palmarès
- Coppa d'Asia: 1

1983
- AFF Women's Championship: 4

2011, 2015, 2016, 2018
- Giochi del Sud-est asiatico: 4:

1985, 1995, 1997, 2007

## Selezionatori
- 1956-1964:  Chana Yodprang,  Veera Pincharoen
- 1965-2000: ?
- 2001:  Charnwit Polcheewin,  Niya Boonprasit
- 2003:  Niya Boonprasit
- 2004:  Charnwit Polcheewin
- 2005-2008:  Supon Yapapa
- 2009:  Freddy Marrinho
- 2010:  Jatuporn Pramualban
- 2011-2012:  Piyakul Kaewnamkang
- 2013-2014:  Jatuporn Pramualban
- 2014-2015:  Nuengruethai Sathongwien
- 2016-2017:  Spencer Prior
- 2017-oggi:  Nuengruethai Sathongwien

## Tutte le rose

### Mondiali
Coppa del Mondo FIFA 20151 Waraporn, 2 Darut, 3 Natthakarn, 4 Duangnapa, 5 Ainon, 6 Pikul, 7 Silawan, 8 Naphat, 9 Warunee, 10 Sunisa, 11 Alisa, 12 Rattikan, 13 Orathai, 14 Thanatta, 15 Nattaya, 16 Khwanrudi, 17 Anootsara, 18 Yada, 19 Taneekarn, 20 Wilaiporn, 21 Kanjana, 22 Sukanya, 23 Nisa, CT: Nuengrutai
Coppa del Mondo FIFA 20191 Waraporn, 2 Kanjanaporn, 3 Natthakarn, 4 Duangnapa, 5 Ainon, 6 Pikul, 7 Silawan, 8 Suchawadee, 9 Warunee, 10 Sunisa, 11 Sudarat, 12 Rattikan, 13 Orathai, 14 Saowalak, 15 Orapin, 16 Khwanrudi, 17 Taneekarn, 18 Sukanya, 19 Pitsamai, 20 Wilaiporn, 21 Kanjana, 22 Sornpao, 23 Phornphirun, CT: Nuengruethai

### Coppa d'Asia
Coppa d'Asia femminile 20141 Waraporn, 2 Darut, 3 Natthakarn, 4 Duangnapa, 5 Kwanruethai, 6 Pikul, 7 Silawan, 8 Naphat, 9 Warunee, 10 Sunisa, 11 Ainon, 12 Alisa, 13 Orathai, 14 Supaporn, 15 Pajaree, 16 Kwanruedi, 17 Anootsara, 18 Sukanya, 19 Taneekarn, 20 Rattikan, 21 Kanjana, 22 Yada, 23 Nisa, 24 Jaruwan, 25 Dujdao, CT: Nuengruethai
Coppa d'Asia femminile 20181 Waraporn, 2 Kanchanaporn, 3 Natthakarn, 4 Duangnapa, 5 Ainon, 6 Pikul, 7 Silawan, 8 Suchawadee, 9 Warunee, 10 Sunisa, 11 Alisa, 12 Rattikan, 13 Orathai, 14 Saowalak, 15 Nipawan, 16 Khwanrudi, 17 Taneekarn, 18 Sukanya, 19 Pitsamai, 20 Wilaiporn, 21 Kanjana, 22 Nattaruja, 23 Kanyanat, CT: Nuengruethai

## Rosa
Lista delle 23 calciatrici convocate dalla selezionatrice Nuengruethai Sathongwien per il campionato mondiale femminile di calcio 2019.
| N. | Pos. | Giocatore                | Data nascita (età)          | Pres. | Reti | Squadra                      |
| -- | ---- | ------------------------ | --------------------------- | ----- | ---- | ---------------------------- |
| 1  | P    | Waraporn Boonsing        | 16 febbraio 1990 (29 anni)  |       |      | BG Bundit Asia               |
| 2  | D    | Kanjanaporn Saengkoon    | 18 luglio 1996 (22 anni)    |       |      | BG Bundit Asia               |
| 3  | D    | Natthakarn Chinwong      | 15 marzo 1992 (27 anni)     |       |      | BG-College of Asian Scholars |
| 4  | D    | Duangnapa Sritala        | 21 giugno 1997 (21 anni)    |       |      | Bangkok FC                   |
| 5  | D    | Ainon Phancha            | 27 gennaio 1992 (27 anni)   |       |      | Chonburi Sriprathum          |
| 6  | C    | Pikul Khueanpet          | 20 settembre 1988 (30 anni) |       |      | BG Bundit Asia               |
| 7  | C    | Silawan Intamee          | 22 gennaio 1994 (25 anni)   |       |      | Chonburi Sriprathum          |
| 8  | A    | Suchawadee Nildhamrong   | 1º aprile 1997 (22 anni)    |       |      | California Golden Bears      |
| 9  | D    | Warunee Phetwiset        | 13 dicembre 1990 (28 anni)  |       |      | Chonburi Sriprathum          |
| 10 | D    | Sunisa Srangthaisong     | 6 maggio 1988 (31 anni)     |       |      | Dhurakij Pundit              |
| 11 | C    | Sudarat Chucheun         | 19 giugno 1997 (21 anni)    |       |      | Srisaket                     |
| 12 | C    | Rattikan Thongsombut     | 7 luglio 1991 (27 anni)     |       |      | BG Bundit Asia               |
| 13 | C    | Orathai Srimanee         | 12 giugno 1988 (30 anni)    |       |      | BG Bundit Asia               |
| 14 | A    | Saowalak Pengngam        | 30 novembre 1996 (22 anni)  |       |      | Chonburi Sriprathum          |
| 15 | C    | Orapin Waenngoen         | 7 ottobre 1995 (23 anni)    |       |      | BG Bundit Asia               |
| 16 | D    | Khwanruedi Saengchan     | 10 settembre 1993 (25 anni) |       |      | BG Bundit Asia               |
| 17 | A    | Taneekarn Dangda         | 15 dicembre 1992 (26 anni)  |       |      | Chonburi Sriprathum          |
| 18 | P    | Sukanya Chor Charoenying | 24 novembre 1987 (31 anni)  |       |      | Chonburi Sriprathum          |
| 19 | A    | Pitsamai Sornsai         | 19 gennaio 1989 (30 anni)   |       |      | Chonburi Sriprathum          |
| 20 | C    | Wilaiporn Boothduang     | 25 giugno 1987 (31 anni)    |       |      | Dhurakij Pundit              |
| 21 | C    | Kanjana Sungngoen        | 21 settembre 1986 (32 anni) |       |      | Chonburi Sriprathum          |
| 22 | P    | Tiffany Sornpao          | 22 maggio 1998 (21 anni)    |       |      | Kennesaw State Owls          |
| 23 | D    | Phornphirun Philawan     | 8 aprile 1999 (20 anni)     |       |      | BG Bundit Asia               |